# Lee Nguyen
Lee Nguyen (n. Richardson, Texas, Estados Unidos el 7 de octubre de 1986) es un futbolista estadounidense de ascendencia vietnamita. Juega de mediocampista y su equipo actual es el New England Revolution de la Major League Soccer. Anteriormente, Nguyen jugó para el Inter Miami CF, con la PSV Eindhoven de la Eredivisie neerlandesa, el Randers FC de la Superliga danesa y en la Primera División de Vietnam.

## Trayectoria

### Inicios
Nguyen se graduó de la Escuela Secundaria Plano East en Texas fue nombrado Jugador del Año a nivel nacional en 2005. Jugó una temporada para la Universidad de Indiana en 2005, anotando 5 goles y entregando 12 asistencias en 22 partidos, para luego ser seleccionado como el Futbolista de Primer año del Año por parte de Soccer America y Soccer Times. Nguyen también fue incluido en el equipo estelar de la Big Ten y fue nombrado como el Jugador de Primer año del Año en la Big Ten.

### PSV Eindhoven
Nguyen comenzó su carrera profesional fichando con el PSV Eindhoven de la Eredivisie por tres años y medio en febrero de 2006, pero luego de apenas jugar dos partidos con el primer equipo, dejó el club para buscar más tiempo de juego.

### Randers FC
El 31 de enero de 2008, Nguyen fichó con el Randers FC de la Superliga danesa hasta el verano de 2009. Jugó 23 partidos con el equipo en partes de dos temporadas.

### Hoàng Anh Gia Lai
Aunque Nguyen aún esperaba quedarse en Europa, El Hoàng Anh Gia Lai F.C., un equipo de la Primera División de Vietnam basado en la ciudad central de Pleiku, le pasó a su padre una oferta de contrato en enero de 2009. La oferta era más lucrativa de lo que hubiera ganado en cualquier otro lugar, pero al aceptarla quedó completamente fuera del radar de la selección nacional a sus 23 años y después de tan solo tres partidos jugados.
Nguyen se convirtió en el primer futbolista estadounidense de la liga vietnamita cuando fichó con el Hoàng Anh Gia Lai el 17 de enero de 2009. Anotó 13 goles y consiguió 16 asistencias en 24 partidos en todas las competiciones con el club en el 2009.
A través de los convenios del club, Nguyen pasó el verano de 2009 entrenando con el club inglés Arsenal con la esperanza de poder conseguir un nuevo contrato en Europa.

### Becamex Binh Duong
En enero de 2010, NguyJanuary 2010, Nguyen fichó con otro equipo de la Superliga de Vietnam, el Becamex Binh Duong F. C. de Ciudad Ho Chi Minh. Lesiones limitaron su impacto en con el equipo, por lo que terminó anotando tan solo un gol en cinco partidos en un año y medio. Pese a una muy buena oferta en Vietnam, Nguyen decidió regresar a los Estados Unidos en 2011.

### New England Revolution
Nguyen firmó un contrato de varios años con la Major League Soccer el 7 de diciembre de 2011 y en un prinicipo fue asignado al Vancouver Whitecaps FC en un sorteo.  Jugó tres partidos de pretemporada con Vancouver antes de ser dejado libre el 1 de marzo de 2012. El 2 de marzo de 2012, fue seleccionado por el New England Revolution con la segunda selección general del Draft de jugadores liberados de la MLS.
En 2013, Nguyen jugó 33 partidos de liga, anotó cuatro goles y entregó siete asistencias.
En 2014, Nguyen fue el líder de goleo del Revolution con 18 tantos, además de conseguir 5 asistencias. Fue votado como Jugador Más Valioso del equipo, y fue nominado para el prestigioso premio homónimo que otorga la liga. No obstante, el premio finalmente fue otorgado a Robbie Keane del LA Galaxy, equipo al que el Revolution de Nguyen se enfrentó en la Copa de la MLS ese año.

## Selección nacional
Es internacional con la Selección de fútbol de Estados Unidos. Hizo su debut con la selección norteamericana en 2007. No obstante, luego de tan solo tres apariciones, Nguyen no volvió a ser convocado sino hasta noviembre de 2014 para un par de partidos amistosos frente a Colombia e Irlanda, consiguiendo su cuarto partido internacional frente a los sudamericanos.

## Clubes
| Club                   | País           | Año           | Part. | Goles |
| ---------------------- | -------------- | ------------- | ----- | ----- |
| PSV Eindhoven          | Países Bajos   | 2006-2008     | 2     | 0     |
| Randers FC             | Dinamarca      | 2008-2009     | 22    | 0     |
| Hoang Anh Gia Lai FC   | Vietnam        | 2009-2010     | ?     | ?     |
| Bình Duong FC          | Vietnam        | 2010-2011     | 1     | 2     |
| New England Revolution | Estados Unidos | 2012-2018     | 211   | 55    |
| Los Angeles FC         | Estados Unidos | 2018-2019     | 57    | 4     |
| Inter Miami            | Estados Unidos | 2020-Presente | 0     | 0     |
| Total                  |                | 2006-Presente | 293   | 61    |